# Руксель, Ги
Ги Руксель (фр. Guy Rouxel; известен также как Гастон Руксель, фр. Gaston Rouxel; 24 января 1926, Сен-Бриё, Кот-д’Армор, Бретань — 18 апреля 2016, Тремюзон, Кот-д’Армор, Бретань) — французский футболист, вратарь.
Первый профессиональный контракт подписал в 1947 году с клубом «Ренн», за который играл в течение пяти сезонов. С 1952 по 1955 год выступал за «Тулузу», затем перешёл в «Гренобль», где провёл два сезона. В высшем дивизионе: сезоны в «Ренне» и 1953/54 и 1954/55 в «Тулузе». Завершал игровую карьеру в любительской команде «Бриё», где находился десять лет, включая время в качестве тренера.
Участник Летних Олимпийских игр 1948 года, в которых за сборную Франции сыграл в матчах с Индией (2:1) и Великобританией (0:1).